# 성용길
성용길(成墉吉, 1941년 1월 19일 ~ )은 대한민국의 교수, 과학자이자 현재 동국대학교의 명예교수이다[1]. 동국대학교 이과대학 교수, KIST 연구원, 부산대학교 교수와 미국 유타 대학교 연구교수를 역임했다. 한국노벨과학문화연구원 원장으로 알프레드 노벨과 노벨재단에 관한 연구 조사를 통하여 자라나는 세대에게 노벨상에 관한 꿈을 심어주는 연구와 과학 강연을 수행하여 온 학자이다. 그리고 일찍이 과학기술 앰배서더 역할을 수행하여 왔다. 노벨사이언스 초대 편집위원장겸 발기인의 한 사람으로 (사)과학키움을 창립하여 정관 및 규정을 제정 등록 발표하고, 회장의 역활을 당당하였다. 현재 노벨상후보발굴위원회 화학부문 위원장겸 사단법인 과학키움 회장으로 활약하고 있다. 

### 생애
충청남도 당진시에서 출생하여 송산면 송석리에서 한학자 조부 성낙주로부터 천자문 한문 공부를 시작하여 성장했고, 송산초등학교와 면천중학교에서 신영훈, 정광우등과 함께 황의돈 선생에게서 사사하였다[2].
1957년 당진상업고등학교(현재의 당진정보고등학교) 인문과에서 손낙철 담임 선생님(화학 담당)[3]으로부터 고등교육과 지도를 받아 서울 동국대학교 문리과대학 화학과에 우수 장학생으로 수석 입학하여 총장상을 받고 졸업하였다. 동국대학교에서 이학사(1964) 학위를 취득하고, 동국대학교 대학원에 진학하여 민태원 교수, 박관호 교수와 전무식 교수의 물리화학 교육, 서울대 장세헌 교수와 안운선 교수의 논문지도로 이학석사(1968) 학위를 받았다. 그리고 가톨릭의과대학에 연구조교로 근무하였다. 그 당시 미국 유타 대학교와 버지니아 대학교에 교수로 계시던 전무식 교수가 귀국하면서 한국과학기술연구소(KIST) 액체화학연구실 연구원으로 위촉되어 연구를 시작였다. 그 후에 국립 부산대학교 자연과학대학 화학과 교수로 근무하던 중에 부산대학교에서 이학박사(1975) 학위를 받고[4], 미국 유타대학교에 도미 유학하여 공부하게 되었다.
유타대학교 대학원 재료공학과에서 생체재료(Biomaterials)에 관한 연구로 이공학박사(1978) 학위를 받았다[5]. 미국 유타대학교에서는 Joseph D. Andrade교수를 지도교수로 모시고 고분자 생체재료 연구를 하였으며, 박사학위 논문심사위원장으로 유타대학교 대학원장으로 계셨던, Henry Eyring교수가 담당하여 주심으로 심사해 주셨다. 박사후 연구원으로 유타대학교 석좌교수 Sung Wan Kim 박사의 유타대학교 약학대학 CCCD연구소에서 연구를 수행하게 되었다. 그리고 귀국해서 부산대학교에 돌아와 학부 및 대학원 학생들을 지도하여 수십 명의 졸업생, 교수와 연구원을 배출하였다. 신기석 총장 당시 신임교수 생활을 시작하여 성실히 수행하고, 윤천주 총장 시절에 서울 동국대학교 이과대학 화학과 교수로 초빙 되어 상경 근무하게 되었다. 서울 동국대학교에서는 학생들의 교육 뿐만 아니라 과학관장, 기획조정실장, 이과대학 학장, 대학원 학감 등의 행정관리직에도 참여하여 그 직책을 충실히 수행하였다. 

## 학술 활동 및 업적
국내 학회 학술 활동으로는 대한화학회, 한국고분자학회, 한국생체재료학회에서 주로 활동하고 있으며, 대한화학회 고분자화학분과회 회장, 한국고분자학회 회장, 한국생체재료학회 회장을 역임하였다. 그리고 국외 학회 활동으로는 미국화학회를 비롯하여 일본화학회, 일본고분자학회, 세계생체재료학회에 참여하여 The World Biomaterials Congress, Fellow Award(1997)를 받은 바 있다. 그리고 한국과학원 전무식 박사와 같이 유라시아학회에서 주관한 The EurAsia International Chemical Congress 학술분과위원장을 역임하여 성공적으로 수행한 바 있다. 또한 한국과학기술총연합회 이사(한국고분자학회장), 한국화학관련연합회 창립총회 부회장 멤버로 김시중 장관 회장과 같이 활동을 한 바 있다. 또한 고향 충남 당진시 지역사회와는 재경 당진군민회 회장으로 당진군을 당진시로 승격시키는데 일익을 담당하여 당진시 교수 고문자문단 단장으로 책임을 담당한 바 있다. 한편, 학문적 업적으로는 550여편의 논문을 발표하고, “성용길 교수 화갑기념 논문집”을 도서출판 한림원에서 출간하였다[6]. 그리고  “기능성 고분자 신소재의 합성과 물성”에 관해서 60회 생일 기념 국제 심포지움을 대한화학회 고분자부문위원회(2001년도 춘계총회) 서울 한양대학교에서 가진 바 있다[7]. 그리고 대학 교재 “물리화학” 책을 비롯한 10여권의 교재와 전문 서적 “고분자물성론”(서울대학교 출판부, 한상준, 조원호 공저) 등을 출판했다[8]. 또한 동국대학교 이과대학 화학과에서 2005년 2월 말까지 근무하던 중 과학관 관장, 이과대학 학장, 대학원 학감 등을 역임하고 교수를 거쳐 명예교수가 되었다.
정년 후에도 국내외 각 대학이나 교육계에서 노벨과학상 강연을 100여회 걸쳐 진행하며, 노벨과학상후보들을 발굴하는데 매진하여 왔다. “노벨과학상 이야기’는 유튜브로 올려 각급 학교에서 학생들에게 교육 전달 지도하고 있다. 과학 강연과 함께 그룹멘토링을 학생들을 지도하고 있다. 한국과학기술정보연구원(KISTI) 전문연구위원으로 들어가 과학기술정보에 관한 일의 일부를 담당하였고, 한국시니어과학기술인협회(KASSE)를 조직하여 이충희 회장과 함께 시니어로써 자라나는 학생들의 교육과 산업 기술 지도에 이바지하여 왔다. 시니어협회에서 "초고령사회와 시니어 과학기술인"이란 제목의 책을 민영사에서 출판하였다. 그리고 중소기업체 애니테이프㈜와 애니헬스케어㈜ 등에 기술지도 자문을 하는 등 국내외 중소기업체에도 매우 깊은 관심을 가지고 자문하여 왔다. 2022년 12월 1일 서울 여의도에서 열린 유타대학교 동문회 정기총회에서 유타대학교 한인총동문회 회장으로 선임되었다. 유타대학교 아시아캠퍼스(인천 송도)에 동창회 사무실 본부를 두고, 동창회 회무와 친목을 도모하고 있다. 유타대학교 한인총동문회 회원으로 현재 600여명의 회원을 확보하고 있으며, 전임 회장 (초대 회장 김각중 박사, 2대 회장 이용태 박사, 3대 회장 김세영 박사)의 뒤를 이어 현재 회장으로 있다. 국제Who’sWho in the World (2011) 28th Edition p.2551 (Sung Yong Kiel, Ph.D.)에 등재되었다.   
상장과 영예 상훈
동국대학교 총장상 최우수상(1964), 대한화학회 기획간사 감사장(1989), 대한민국 과학기술처 장관 연구개발상 수상(1990), 한국생체재료학회 창립공로감사장 수상(1996), 당진정보고등학교장 동창회장 공로감사장(1997), 참사랑 열린교육 발전기금조성 공로장(1997), 신성대학이사장 공로감사장(1998), 자랑스런 당진인상 수상(1998), 한국고분자학회 회장 공로감사장(2000), 동국대학교 연구실적 우수상장 수상(2000), 대한화학회 고분자화학분과회장 업적 공로장(2001), 동국대학교 20년 근속표창상 수상(2001), 대한민국 대통령 교육공로표창장 수상(2005), 대한민국 녹조근정훈장 수상(2006), 서울특별시교원단체총연합회 교육공로표창장 수상(2006), 노벨사이언스 과학대상(2018), 노벨사이언스포럼 공로감사장(2019), 노벨과학상수상후보발굴위원회 위원(2021), 한국생체재료학회 덴티움 학술상수상(2021), (사)과학키움 노벨상후보발굴위원회 화학분야 위원장(2021), Springer-Nature Biomaterials Research Award수상(2022). 2024-The World Biomaterials Congress(Daegu, Korea)개최성공 감사장(2024). 